# Bodenabsenkung
Bodenabsenkung ist ein in erster Linie in Mündungsdeltas von Flüssen, aber auch an Flussufern unter hydrogeologischem Einfluss stehender Vorgang, der in der Ingenieurgeologie und in der Bodenmechanik gemessen und im ingenieurtechnischen Sinne beurteilt und gehandhabt wird, ein Vorgang, bei dem sich der Boden senkt, verursacht vor allem durch menschliches Zutun.

## Nähere begriffliche Eingrenzungen
Auf Schwemmböden (Alluvialböden) sind Bodenabsenkungen häufig. Unter natürlichen Bedingungen werden Schwemmböden allmählich durch die immensen Mengen an Sedimenten zusammengedrückt bzw. zum Teil tektonisch gesenkt (aber auch gehoben). Ohne große Deiche oder Staudämme im Flussverlauf werden die Absenkungen zum Großteil durch die angeschwemmten Sedimente aus dem Flussmittellauf ausgeglichen. Bis zu 16 Kilometer dick ist beispielsweise die Sedimentschicht am Ganges–Brahmaputra-Flusssystem. Natürliche geringfügige Absenkungen durch die Sedimentlast erfolgen eher gleichförmig über ein großes Gebiet verteilt. Dies geschieht teils im Wechselspiel mit Gebirgen, wie dem Himalaya im Ganges-Brahmaputra-Delta. Im Schnitt liegen diese natürlichen Bodenabsenkungen bei unverfestigten Sedimenten bei weniger als einem Zentimeter pro Jahr. Doch inzwischen haben sich allein in diesem Delta mit Kalkutta und Dhaka gigantische Ballungszentren mehr als 28 Millionen Einwohnern herausgebildet und die Absenkung des Bodens durch Grundwasserentnahme ist meist wesentlich höher, kann bis 20–30 cm pro Jahr betragen. In Asien liegen besonders viele Mega-Städte in niedrigen Küstengebieten oder an Deltas. In vielen dieser Gebiete kommt es zu langsamen Bewegungen und Deformationen des Bodens, die inzwischen Folge menschlicher Aktivitäten sind.
Mit der Entstehung gigantischer Metropolen an Küstendeltas und im Küstenflachland sollte dieser ursprünglich extrem dynamische Naturraum nun beherrschbar werden. Es kam zu Flusslaufverlegungen und -begradigungen, Dämme und Deiche wurden gebaut. Die Folge: Durch die Eingriffe kommt heute an den vielen Orten weit weniger Wasser am unteren Flusslauf an. Salziges Meerwasser drückt daraufhin ins Inland und die Städter werden gezwungen, immer tiefer im Untergrund nach Süßwasser zu pumpen. Durch die unnachhaltige Grundwasserentnahme sinken Städte in unterschiedlichen Geschwindigkeiten lokal ab. Doch es gibt weitere Ursachen. Die unverfestigten Böden werden durch das schiere Gewicht der (neuen) Bauten in Form von Bodenverdichtung zusammengepresst, denn das Wasser in den Porenräumen dieser Böden kann verdrängt werden.

## Ausgewählte praktische Fallbeispiele

### Bodenabsenkung in Shanghai

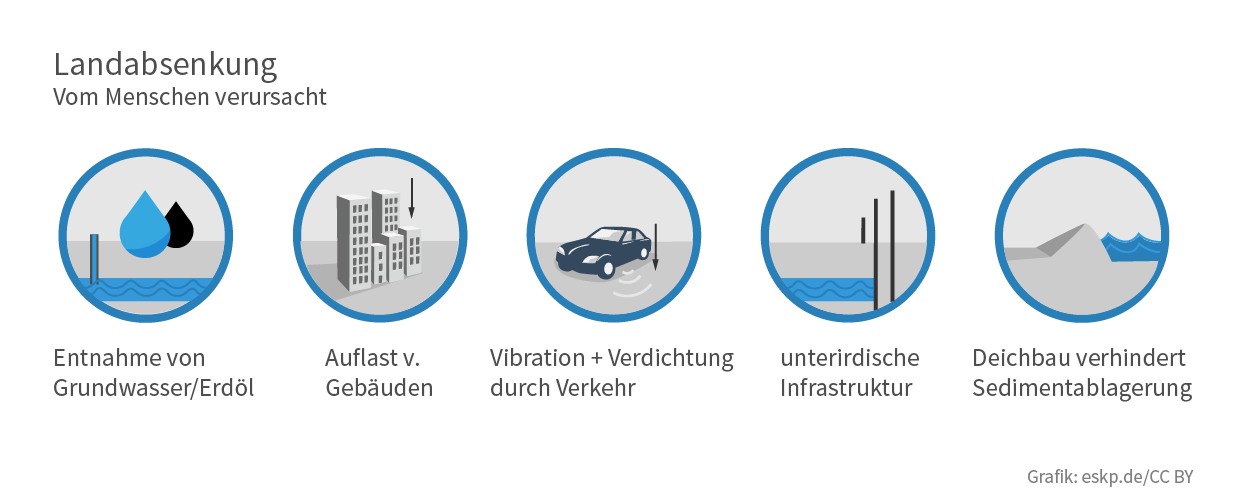
Ursachen der Bodenabsenkung

Im Zentrum der 27 Millionen Einwohner Metropolregion Shanghai im Mündungsgebiet des Jangtse wird die Netto-Entnahmerate von Grundwasser inzwischen gut gesteuert und ist seit den 1980er Jahren konstant. Doch auch hier setzt sich der Trend zur Bodenabsenkung fort. In den 1990er Jahren wurden viele Arbeiten im Untergrund in einer einzigen Grundwasserschicht durchgeführt, die als Multi-Aquifer-Aquitard System (MAAS) bezeichnet wird. Aquifere führen das Grundwasser, Aquitarde sind schwach durchlässig für Grundwasser. Ob Wasser- oder Gasleitungen, elektrische Kabel, Tunnel für Metrolinien oder die unzähligen Fundamente für neue Hochhäuser – die trennenden Effekte in grundwasserführenden Schichten sind ein wesentlicher Grund für die erneute Grundwasserabnahme. Aber Grundwasser entweicht auch ungewollt. Oder es sickert langsam in Tunnelsysteme und geht dadurch dem natürlichen Kreislauf verloren. Oberirdisch drückt die immense Auflast der Gebäude auf die Böden und verfestigt sie weiter. Der Verkehr erzeugt Vibrationen, die diesen Effekt verstärken können. Heute wird relativ deutlich sichtbar, dass seit den 1990er Jahren vor allem Untergrundstrukturen mit all ihren Folgen für den Grundwasserfluss das bedenkliche Absinken der Großstadt Shanghai verursachen – und nicht die Netto-Grundwasser-Entnahmerate. Die unsachgemäße Entnahme von Grundwasser bleibt jedoch in anderen Ballungszentren an Chinas Küsten nach wie vor der Hauptgrund für die Absenkung urbaner Gebiete. Über 90 Städte sind in China betroffen, darunter auch die Megastädte Tianjin und Jiangsu.
Die Aussichten bis zum Ende des Jahrhunderts sind insbesondere für Shanghai düster. Der Anstieg des Meeresspiegels wird für die Stadt momentan auf 43 cm geschätzt, während das Absinken des Bodens, je nach Management und Stadtentwicklung, 3 cm bis über 2 m betragen kann. Neotektonische Absenkungen könnten sich auf durchschnittlich bis 14 cm belaufen.

### Bodenabsenkung in Jakarta
Das Ausmaß der Bodenabsenkung ist in dieser Metropole bedrohlich. Allein für den Zeitraum 1982–1997 sind Gesamt-Bodensenkungen von 20 cm bis 2 m nachgewiesen. Einige Gebiete der Metropolregion Jakarta werden zukünftig sogar unter das mittlere Meeresniveau fallen. Eine übermäßige Grundwasserentnahme bis Ende der 1980er Jahre, eine ungünstige Auswahl von Wasserentnahmestellen, die Auflast von Gebäuden und nachgeordnet geotektonische Faktoren sind der Grund für diese bedenkliche Entwicklung. Der Anstieg des Meeresspiegels könnte, in Kombination mit der Absenkung, fatale Überflutungen nach sich ziehen. Für einen effektiven Abfluss wird nämlich der nötige topographische Gradient, d. h. das notwendige Gefälle, nicht mehr erreicht. Die Folgen der Landabsenkung in Jakarta zeigen sich an Gebäudeschäden, der Ausweitung von Überflutungsgebieten, dem sinkenden Grundwasserspiegel und einem Eindringen von Salzwasser in Grundwasserschichten.
Die Absenkung erfolgt räumlich und zeitlich variabel. An den meisten Messorten in Jakarta mit Raten von 1 bis 15 cm pro Jahr  (1982–2010). Einige Standorte verzeichneten sogar spektakuläre 20 bis 28 cm pro Jahr. Es gibt zwischen Bebauung und Landabsenkung einen klaren Zusammenhang, wobei das Phänomen in Jakarta eher lokal auftritt. Bemerkenswert ist der Zusammenhang zwischen Wasserspiegelabsenkung und Bodenabsenkung. Diese Tatsache stützt stark die Hypothese, dass sich der nördliche Küstenteil von Jakarta absenkt, weil insbesondere tiefes Grundwasser entnommen wird und dadurch der Wasserdruck abnimmt. Der Grundwasserstand lag 1910 bei 12,5 m über dem mittleren Meeresspiegel, in den 1970er Jahren erreichte der Wasserspiegel dann ungefähr das Meeresniveau, um dann in den 1990er Jahren auf 30–50 m unter den Meeresspiegel zu sinken. Dramatische Veränderungen, die nicht ohne Folgen bleiben.

## Weitere betroffene Regionen, Ansätze zur Boden- und Landflächen-Stabilisierung
Ob Santa Clara Valley, Mekong-Delta, Manila, Taiwans Küsten, Tokyo, Rotterdam, St. Petersburg, Peking – die Liste betroffener Regionen und Städte lässt sich lange fortsetzen. Dem Bauboom an Küsten müssen effektive Management-Initiativen gegenüber stehen. Für einige Großstädte, wie zum Beispiel Bangkok oder Jakarta wäre immer noch ein räumlich gut durchdachtes Wassermanagement die erste Maßnahme: regionales statt lokales Wassermanagement, eingebunden in langfristige Strategien. Es gibt Versuche, Küstenstädte kurzfristig zu stabilisieren. Früher wurde beispielsweise das Grundwasser in Shanghai künstlich nachgefüllt, um die Landabsenkung zu begrenzen. In Bangkok gibt es Hinweise, dass die gute Auswahl von Grundwasserentnahmestellen zumindest die schnelle Grundwassererneuerung begünstigt.